# Gouvernement Üsenov
République kirghize
Tchoudinov Otounbaïeva
Le gouvernement Üsenov est le gouvernement du Kirghizistan entré en fonction le 21 octobre 2009. Il est dirigé par Daniyar Üsenov.

## Historique

### Formation
La composition du gouvernement est proposée au Parlement le 21 octobre 2009. Le gouvernement est confirmé le jour même, entre autres dû au support du PSDK et du parti communiste.
Il est dirigé par Daniyar Üsenov.

### Succession
Le révolution kirghize de 2010 y met fin. Il est alors remplacé par un gouvernement provisoire dirigé par la nouvelle présidente, Roza Otounbaïeva.

## Composition
| Poste                                               | Titulaire | Titulaire                                  | Parti    |
| --------------------------------------------------- | --------- | ------------------------------------------ | -------- |
| Premier ministre                                    |           | Daniyar Üsenov                             |          |
| Premier vice-Premier ministre                       |           | Akylbek Japarov                            | Ar-Namys |
| Vice-Première ministre                              |           | Tajikan Kalimbetova                        |          |
| Vice-Premier ministre                               |           | Ali Karachev                               |          |
| Ministre des Finances                               |           | Marat Sultanov                             |          |
| Ministre de la Justice                              |           | Nurlan Tursunkulov                         |          |
| Ministre de la Défense                              |           | Baktybek Kalyev                            |          |
| Ministre de l'Intérieur                             |           | Molodomus Kongantiev                       |          |
| Ministre de l'Énergie                               |           | Ilyas Davydov                              |          |
| Ministre de la Régulation économique                |           | Jenishbek Baiguttiev                       |          |
| Ministre de l'Agriculture                           |           | Iskenderbek Aydaraliev                     |          |
| Ministre des Ressources naturelles                  |           | Kapar Kurmanaliev                          |          |
| Ministre des Transports et des Communications       |           | Nurlan Sulaimanov                          |          |
| Ministre des Propriétés publiques                   |           | Tursun Turdumambetov                       |          |
| Ministre de la Santé                                |           | Marat Mambetov                             |          |
| Ministre de l'Éducation et de la Science            |           | Abdylda Musaev                             |          |
| Ministre du Travail, de l'Emploi et de la Migration |           | Aigul Ryskulova                            |          |
| Ministre des Situations d'urgence                   |           | Kamtchybek Tachiev                         |          |
| Ministre des Affaires étrangères                    |           | Kadyrbek Sarbayev (à partir du 26/09/2009) |          |